# 1Q84
1Q84 (także ichi-kyū-hachi-yon) – powieść japońskiego pisarza Harukiego Murakamiego. 
Wydana w Japonii w trzech tomach – dwa pierwsze w maju i listopadzie 2009 roku oraz trzeci w kwietniu 2010 roku. W ciągu pierwszego miesiąca sprzedano milion egzemplarzy tej powieści. Podobnie w Polsce wydane zostały trzy oddzielne tomy. Pierwszy tom ukazał się w listopadzie 2010 roku. Drugi miał premierę w lutym 2011, natomiast trzeci w listopadzie 2011 roku.
Tytuł książki nawiązuje do Roku 1984 George’a Orwella. W języku japońskim cyfrę 9 wymawia się tak jak po angielsku literę Q. Jedynie użyta przez Murakamiego latynizacja jest nietypowa – zamiast oficjalnej formy kyū zapisał jako kew.
Podobnie jak w poprzednich swoich powieściach (Koniec świata i hard-boiled wonderland oraz Kafka nad morzem) autor przeplata na przemian rozdziały dwóch powiązanych ze sobą historii – w tym przypadku losów kobiety i mężczyzny.